# Stazione di Grandate-Breccia
Stazione di Grandate-Breccia vasútállomás Olaszországban, Lombardia régióban, Grandate településen.

## Vasútvonalak
Az állomást az alábbi vasútvonalak érintik:
- Como–Saronno-vasútvonal
- Como–Varese-vasútvonal

## Kapcsolódó állomások
A vasútállomáshoz az alábbi állomások vannak a legközelebb:
- Stazione di Como Camerlata (Stazione di Como Lago, nyugat)
- Stazione di Portichetto-Luisago (Stazione di Milano Cadorna, dél)
- Stazione di Villa Guardia (Stazione di Varese Nord, délkelet)